# Sascha Schneider
Rudolph Karl Alexander Schneider (São Petersburgo, 21 de setembro de 1870 — Świnoujście, 18 de agosto de 1927), comumente conhecido como Sascha Schneider, foi um pintor e escultor alemão.

## Biografia
Filho de um editor e impressor, Schneider nasceu em São Petersburgo em 1870. Durante a infância e adolescência, sua família viveu em Zurique, mas após a morte de seu pai, a família mudou-se para Dresden, onde em 1889 se tornou aluno da Academia de Belas Artes de Dresden, logo após terminar o ensino médio. Em 1893, mudou-se para um estúdio com um colega e, a partir de 1894, participou de exposições. Em 1900, ele abriu seu próprio estúdio em Meißen, no atual distrito de Cölln, onde projetou um afresco na Johanneskirche. Como parte de uma exposição de arte em Düsseldorf, em 1902, sua obra "Um die Wahrheit" (A Verdade) foi exibida na sala "Dresden" do palácio de exposições. De 1900 a 1904, Schneider viveu na casa de sua mãe viúva e irmã solteira. Era amigo de Kuno Ferdinand Graf von Hardenberg desde 1902, com quem se correspondia intensamente e que apoiava financeiramente. Em 1903 ele conheceu o autor best-seller Karl May e, posteriormente, tornou-se o ilustrador de vários livros de May, incluindo Winnetou, Old Surehand e Am Rio de la Plata. Um ano depois, em 1904, Schneider foi nomeado professor na Großherzoglich-Sächsische Kunstschule Weimar.
Durante esse período, Schneider viveu com o pintor Hellmuth Jahn. Jahn começou a chantagear Schneider, ameaçando expor sua homossexualidade, que era punível nos termos do parágrafo 175. Schneider fugiu para a Itália, onde a homossexualidade não era criminalizada na época. Na Itália, Schneider conheceu o pintor Robert Spies, com quem viajou pela cordilheira do Cáucaso. Ele então viajou de volta à Alemanha, onde morou por seis meses em Leipzig antes de retornar à Itália, onde residiu em Florença. Quando a Primeira Guerra Mundial começou, Schneider voltou à Alemanha novamente, morando em Hellerau (próximo a Dresden). Depois de 1918, ele co-fundou um instituto para musculação chamado Kraft-Kunst. Alguns dos modelos de suas obras de arte treinavam lá.
Schneider, que sofria de diabetes mellitus, sofreu uma convulsão diabética durante uma viagem de navio nas proximidades de Swinemünde. Como resultado, ele entrou em colapso e morreu em 1927 em Swinemünde. Ele foi enterrado no cemitério de Loschwitz, na Alemanha.

## Obras
- Mein Gestalten und Bilden. 1912. autobiografia.

## Exposições
- Sascha Schneider - Ideenmaler & Körperbildner/"Sascha Schneider - Visualizing ideas through the human body" (2013), Stadtmuseum Weimar[4]
- "Nude in Public: Sascha Schneider - Homoeroticism and the Male Form circa 1900" (2013), Leslie-Lohman Museum of Gay and Lesbian Art[5]

## Galeria

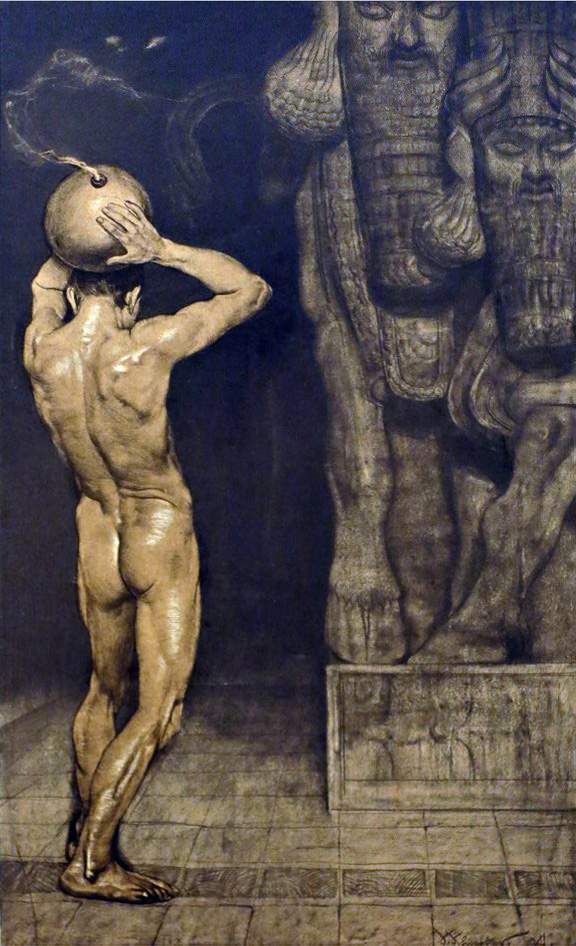
"O Anarquista" (1894)
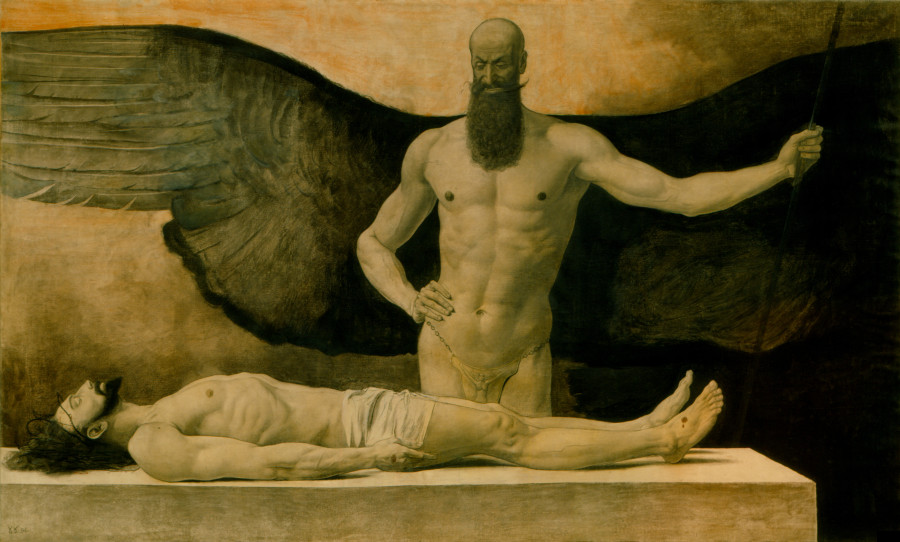
"Triunfo das Trevas" (1896)
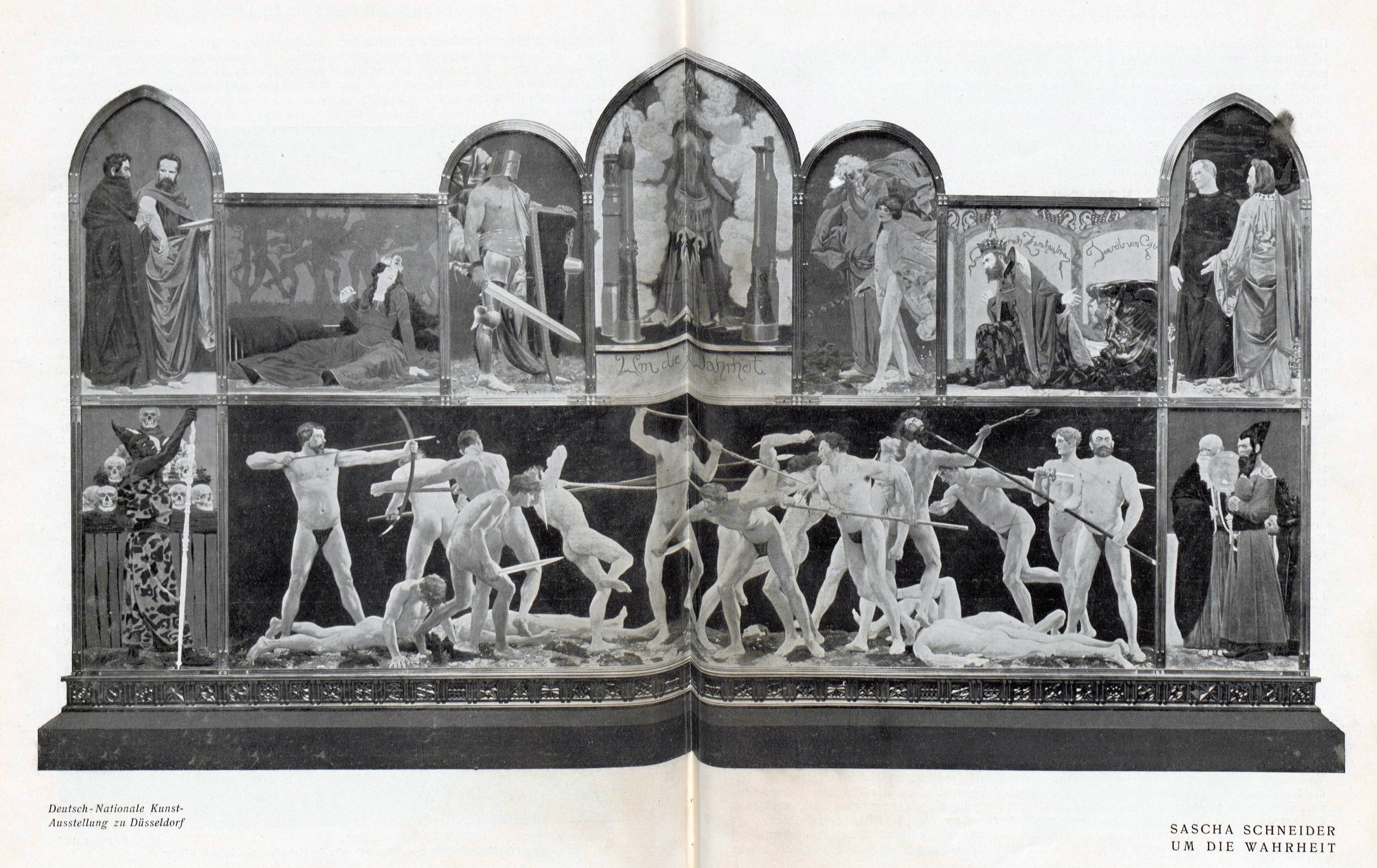
"A Verdade" (1902)
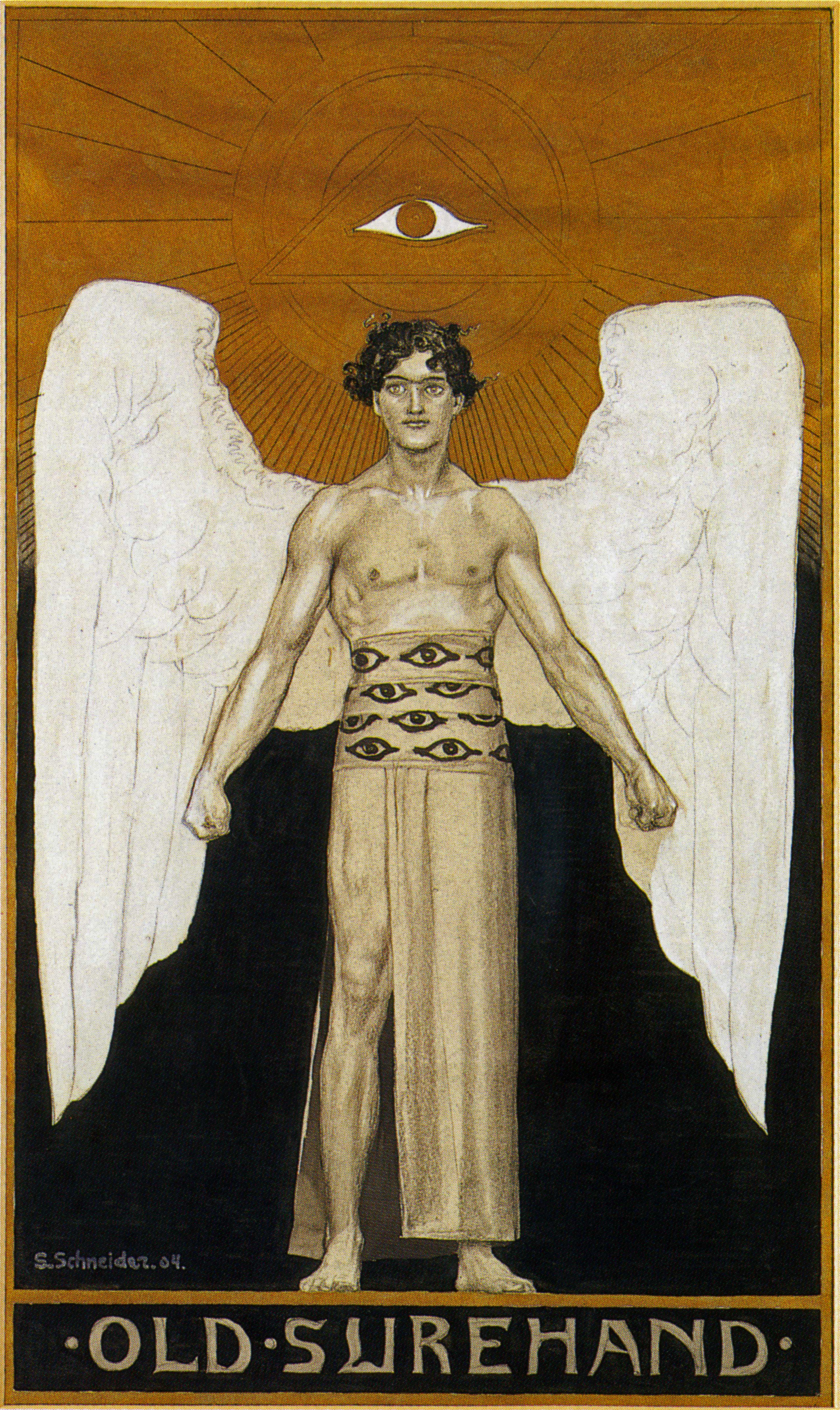
Ilustração da capa de Old Surehand de Karl May (1904)
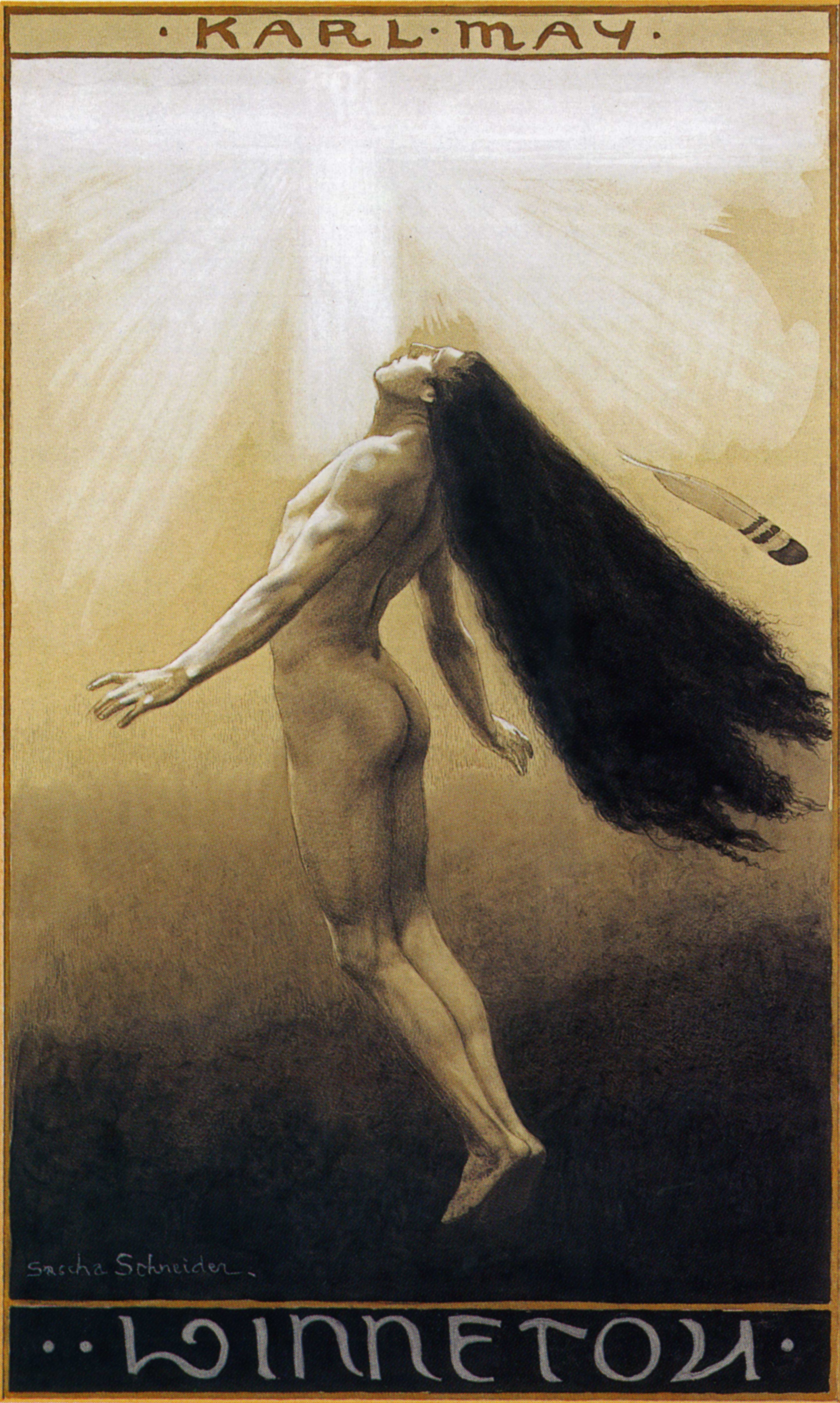
Ilustração da capa de Winnetou III de Karl May (1904)
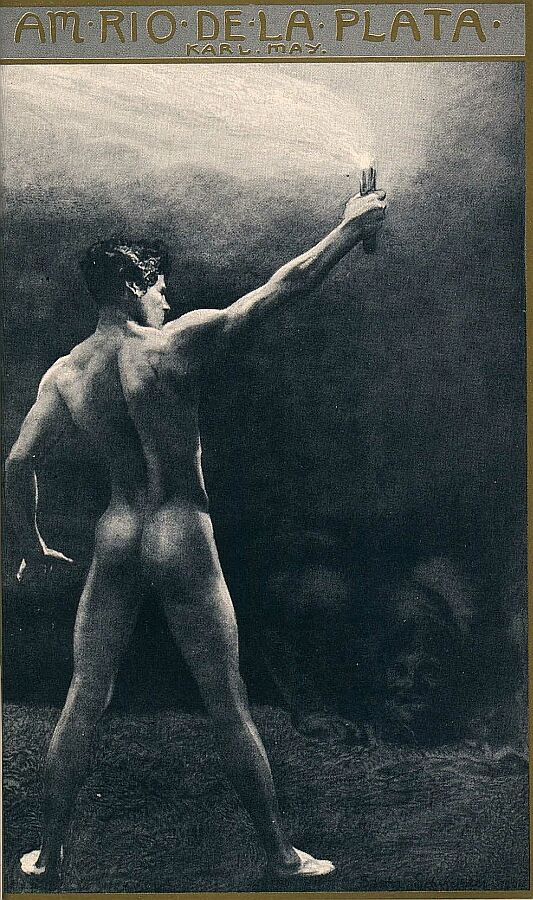
Ilustração da capa de Am Rio De La Plata de Karl May (1904)
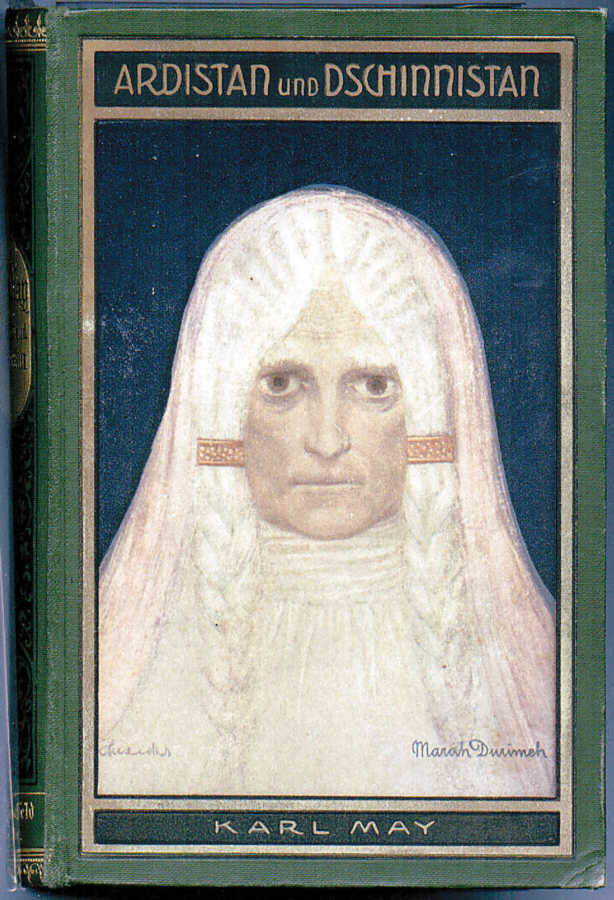
Ilustração da capa de Ardistan und Dschinnistan de Karl May (1904)
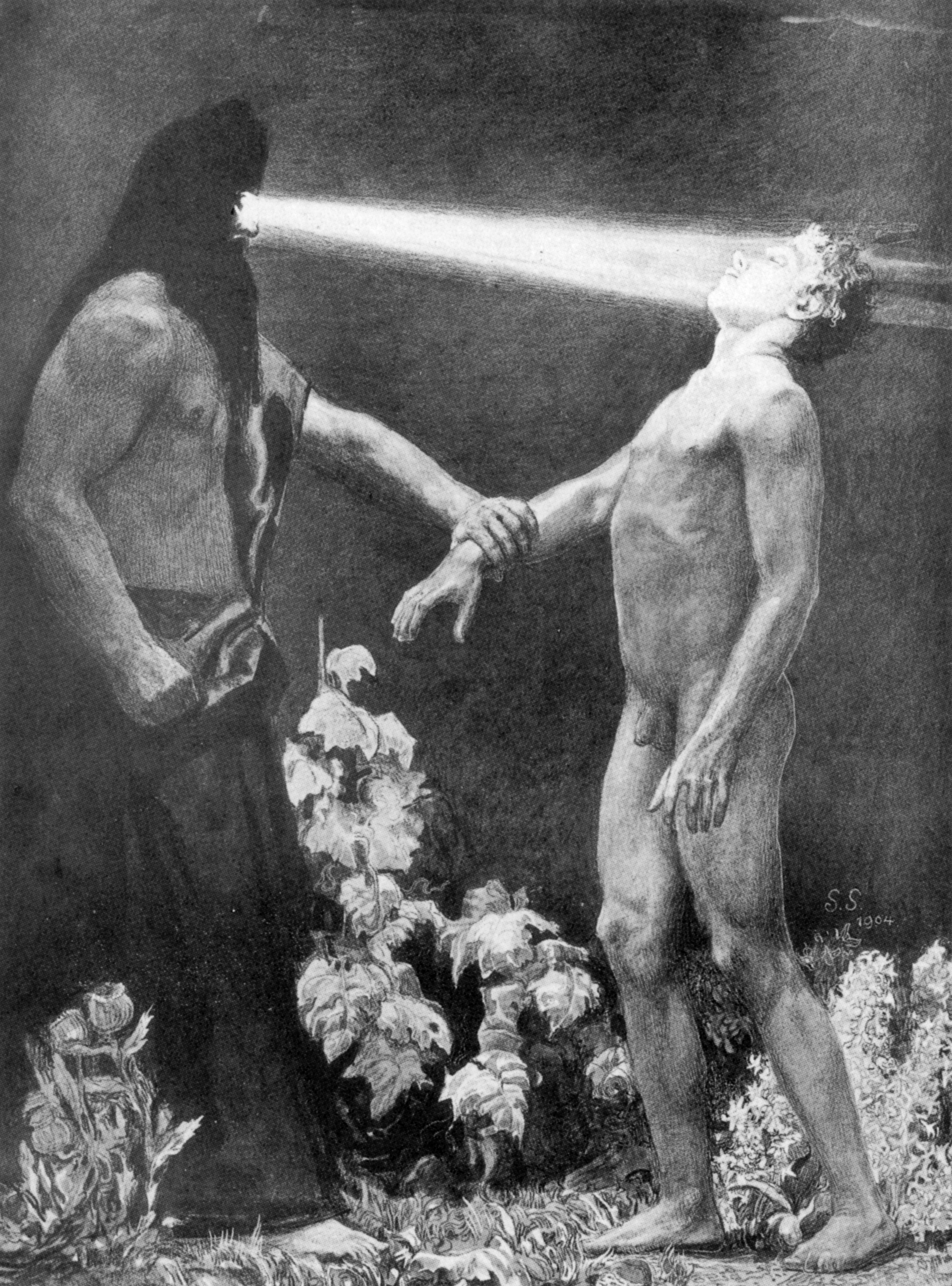
"Hipnose" (1904)
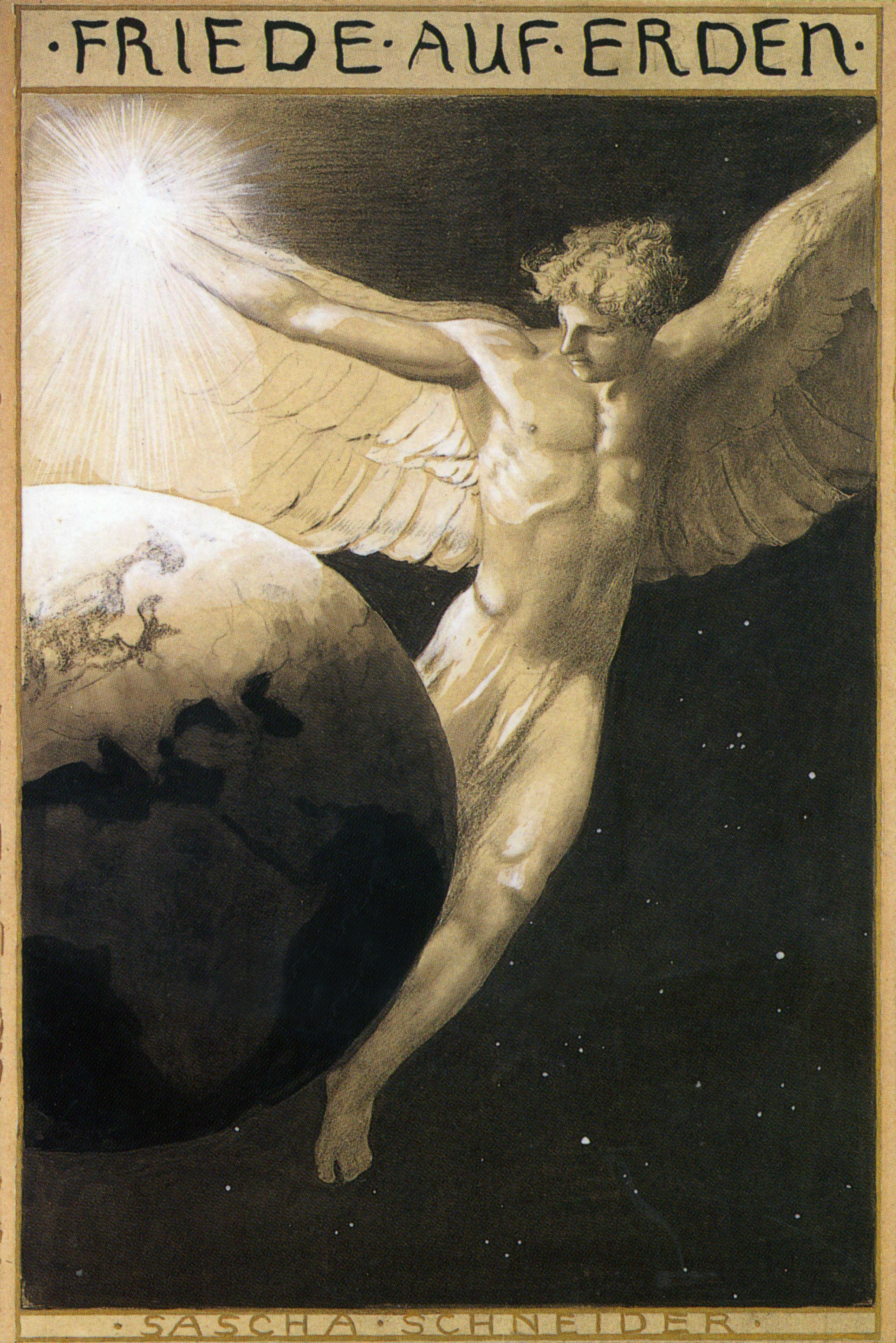
"Paz na Terra" (1904)
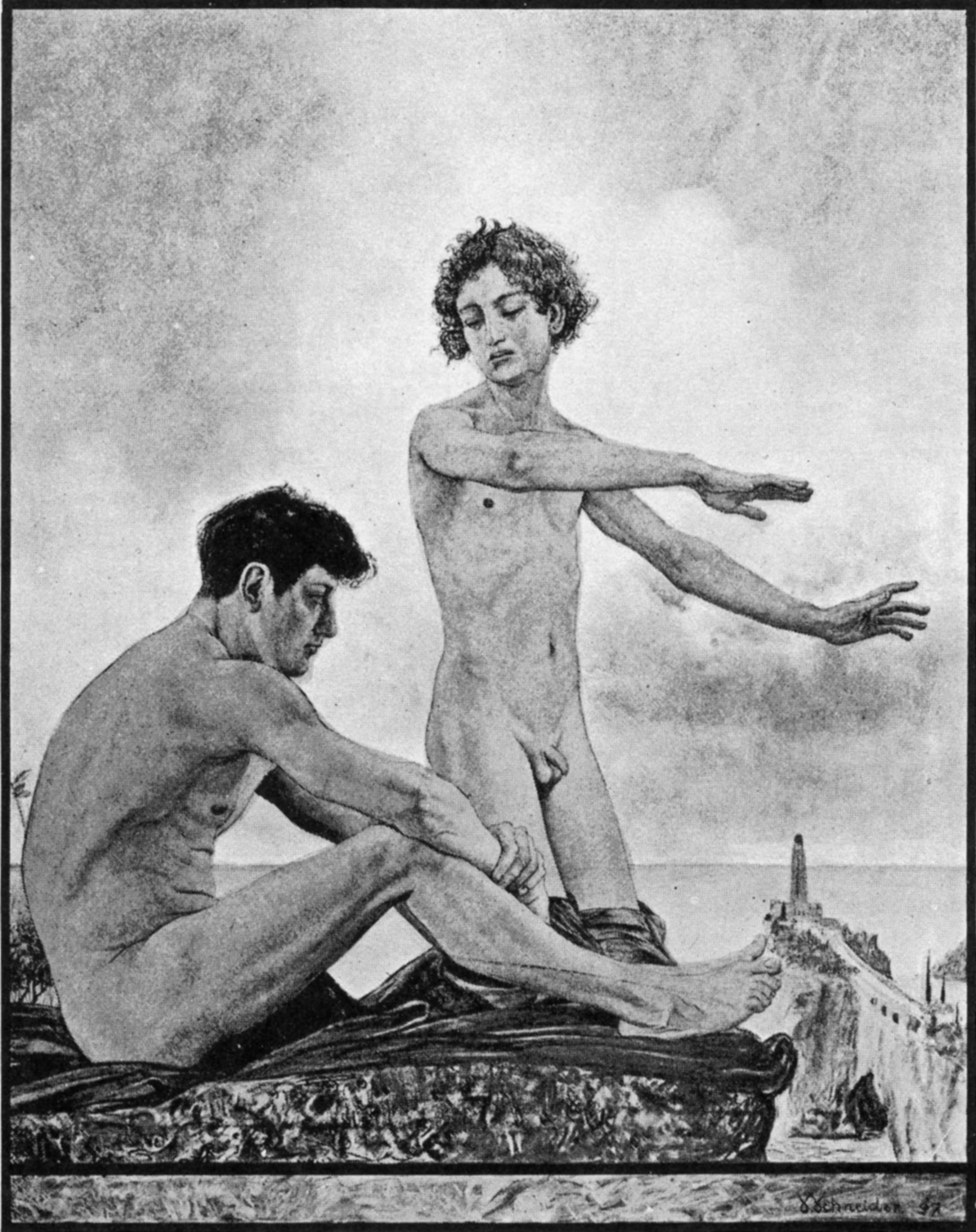
"Amanhecer" (1905)
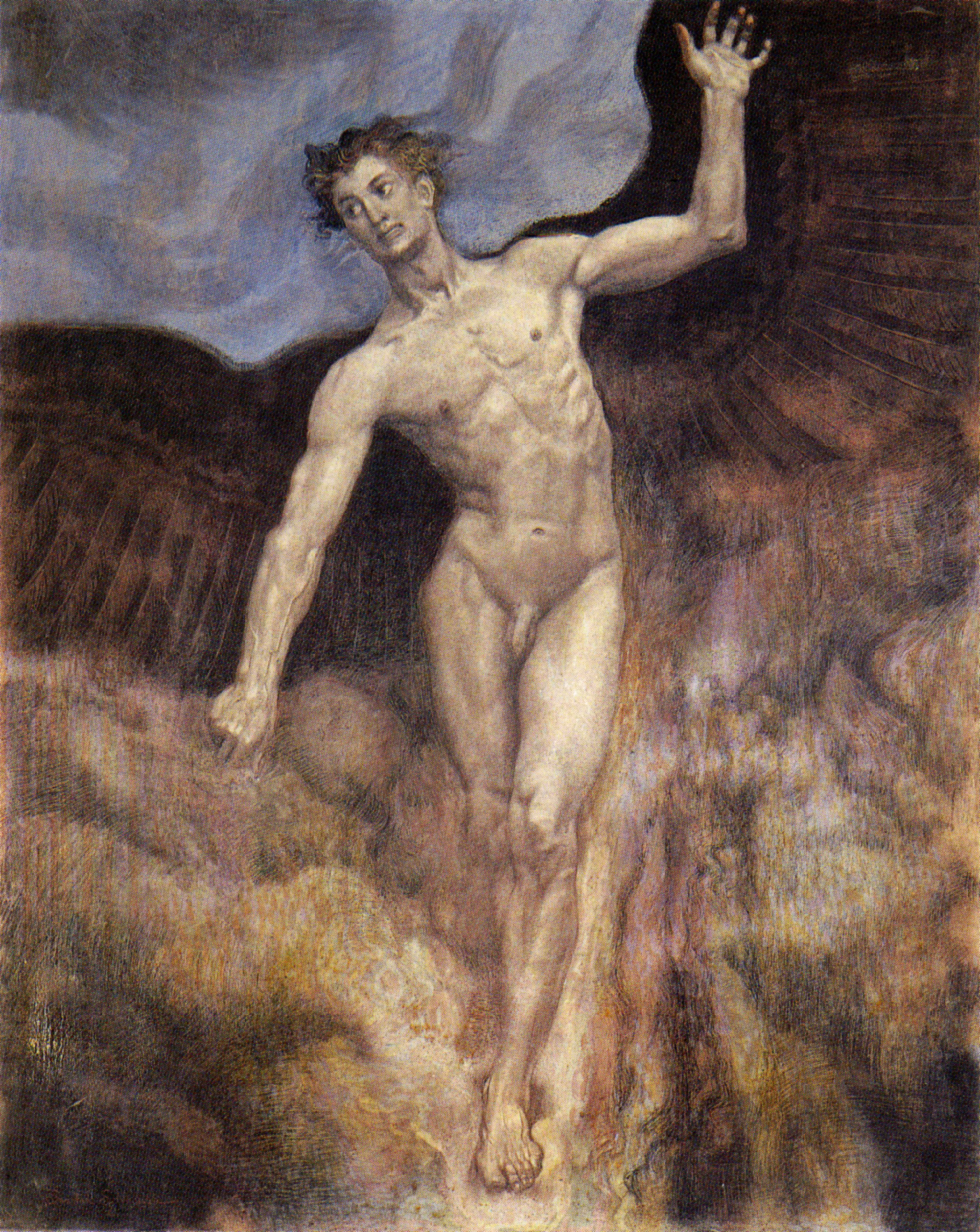
"Ícaro" (1906)
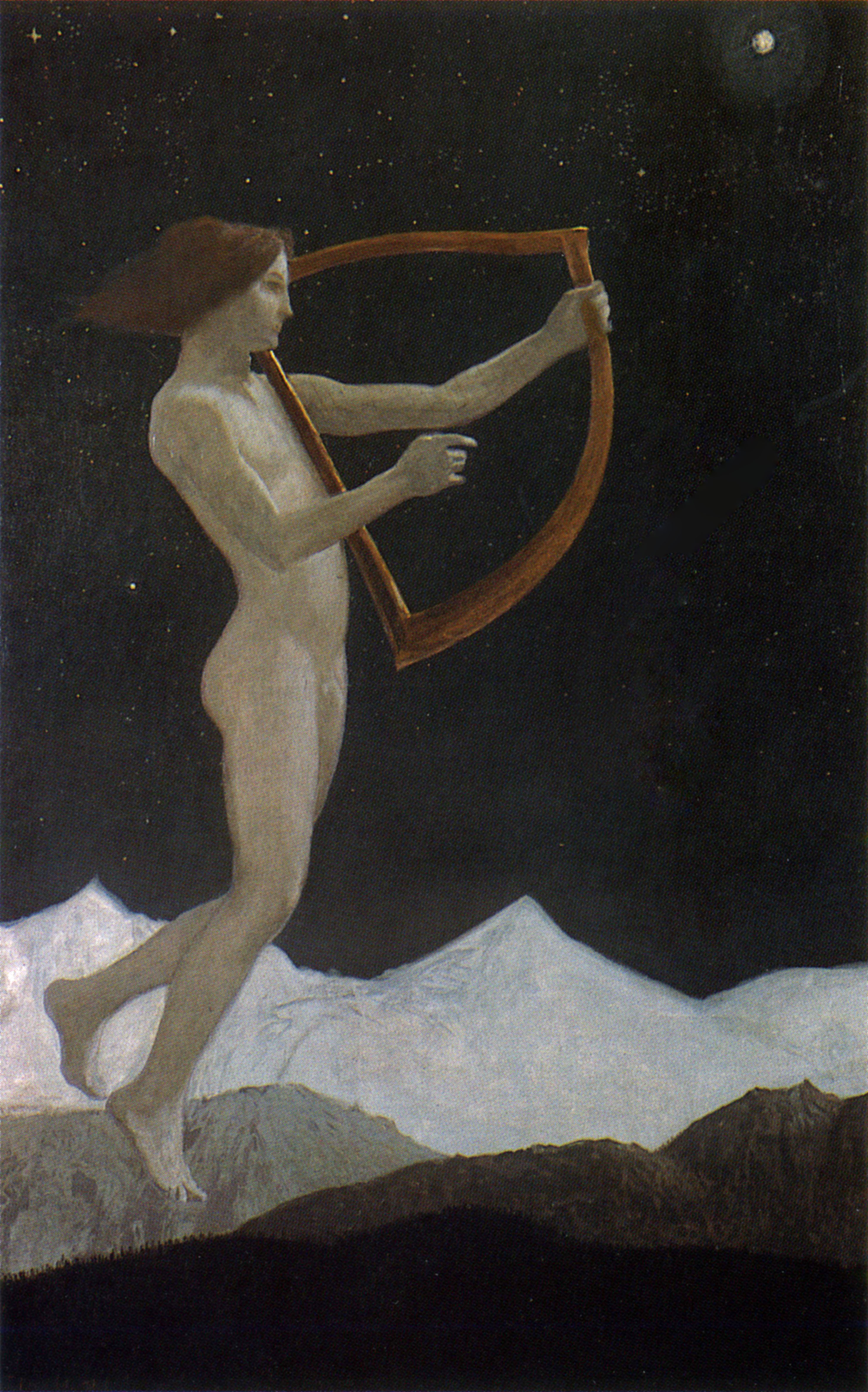
"Noite de Luar" (1906)
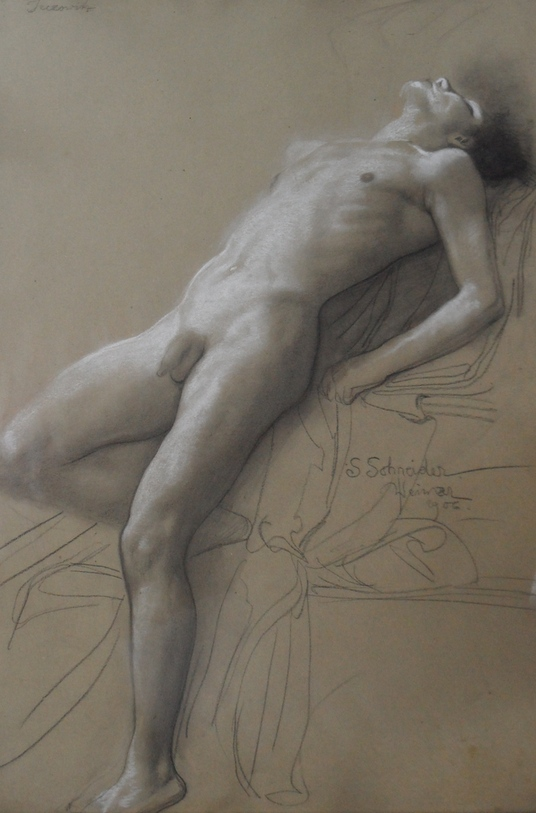
"Sátiro Nu" (1906)
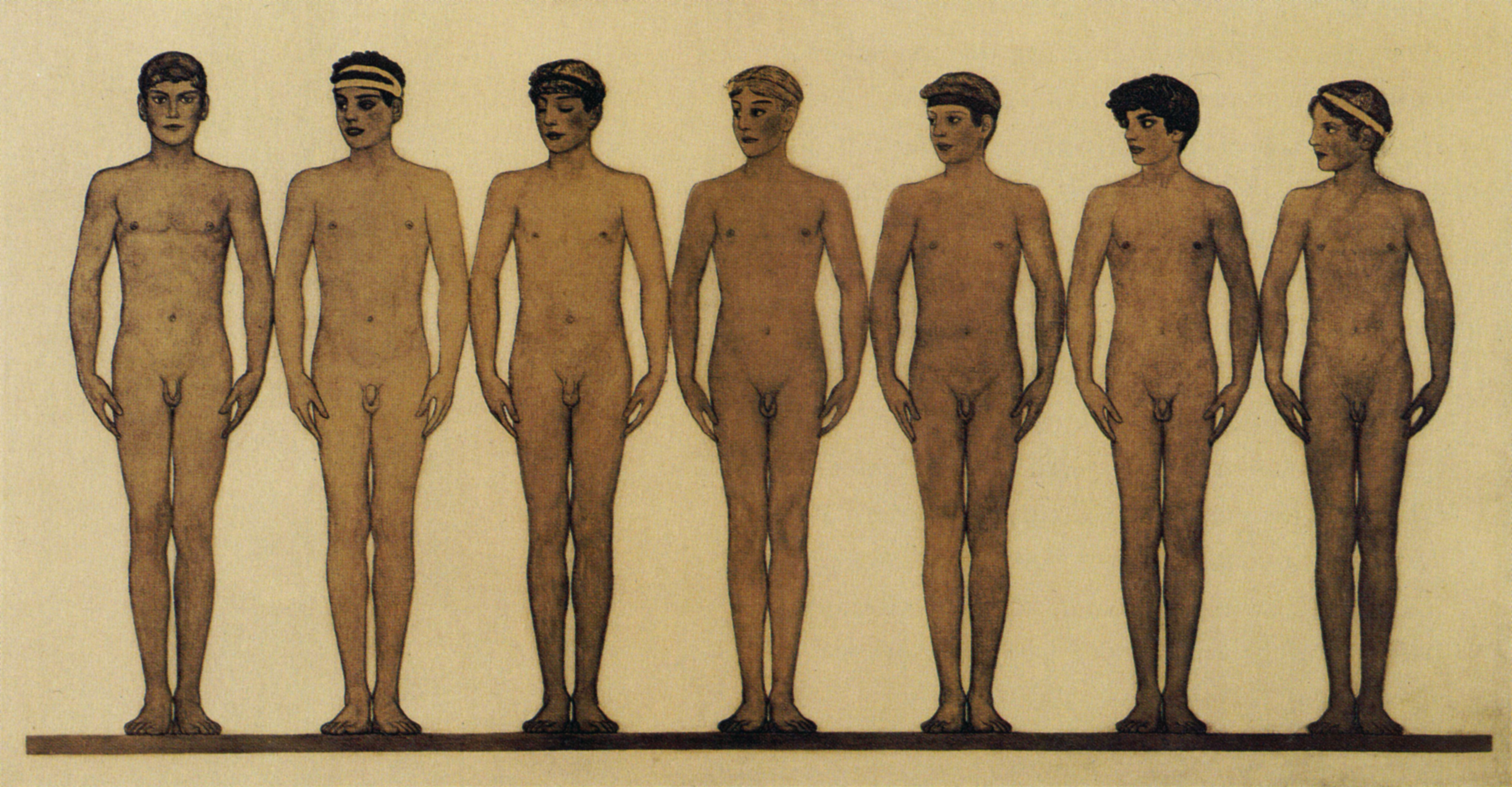
"Gymnasion" (ca. 1912)
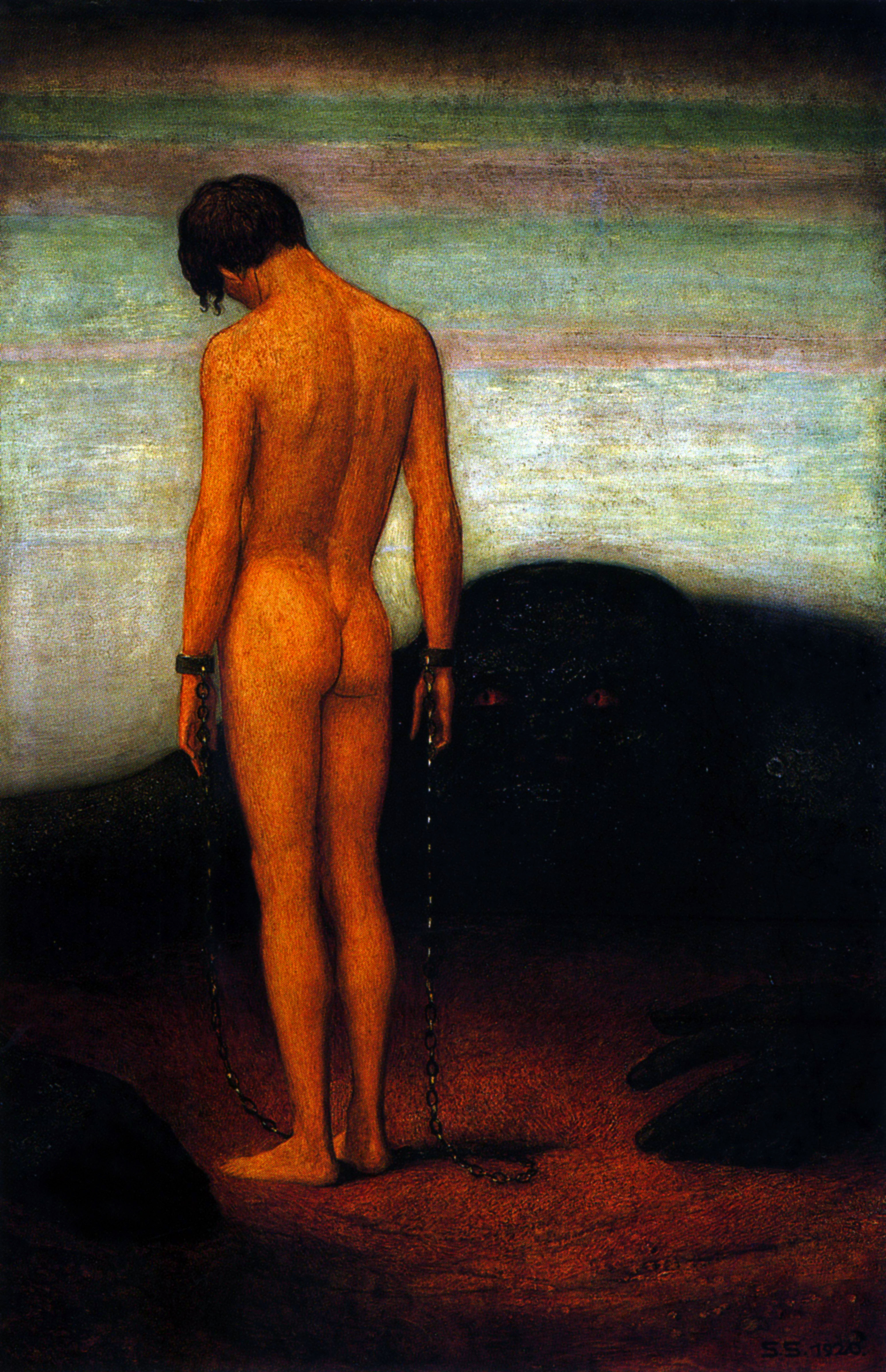
"O Sentimento de Dependência" (1920)
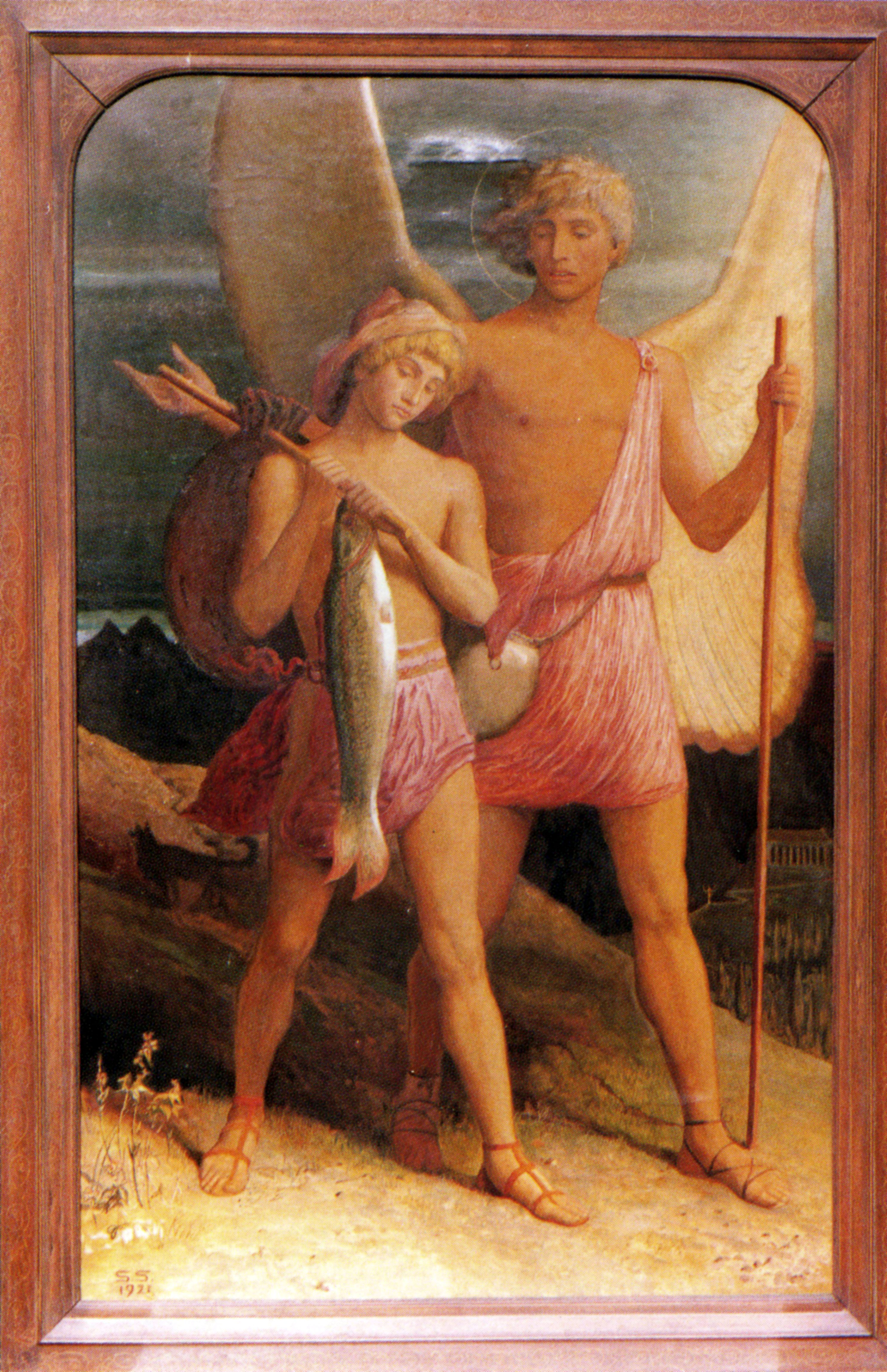
"Tobias e o Anjo" (1921)
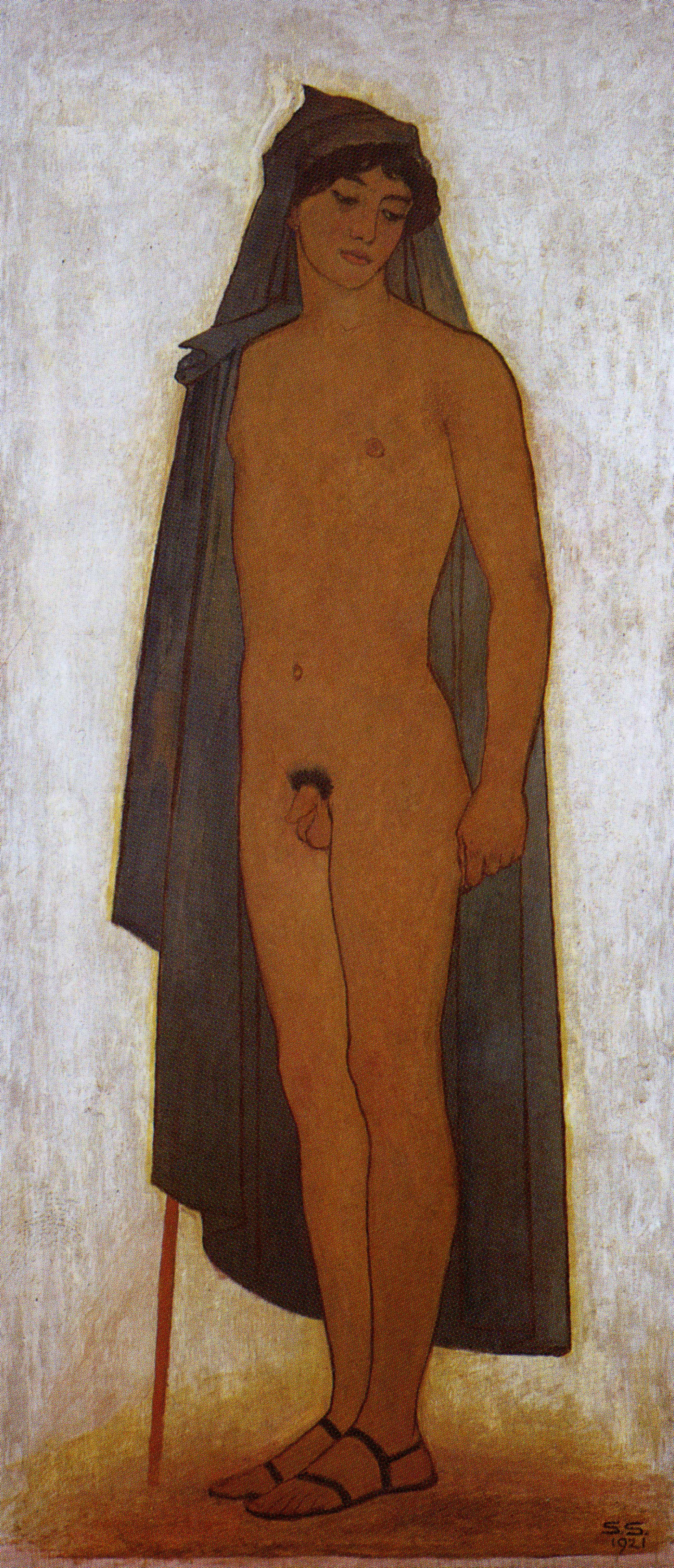
"Jovem com um Casaco Azul" (1921)
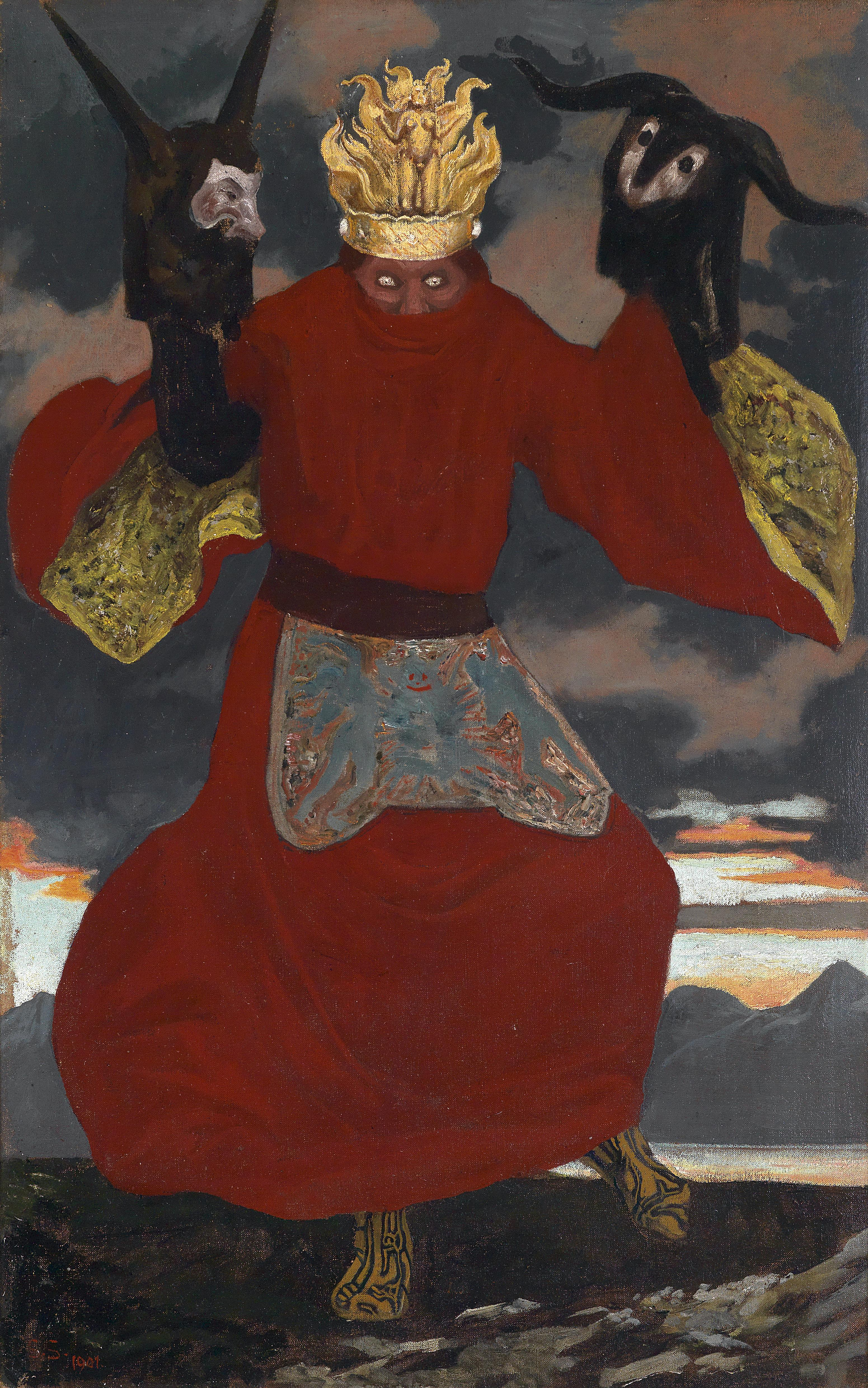
"O Xamã" (1901)

## Literatura
- Hans-Gerd Röder: Sascha Schneider - ein Maler für Karl May. Karl-May-Verlag. Bamberg 1995.  3-7802-0280-8.
- Rolf Günther / Dr. Klaus Hoffmann: Sascha Schneider & Karl May — Eine Künstlerfreundschaft. Karl-May-Stiftung. Radebeul 1989.
- Hansotto Hatzig: Karl May und Sascha Schneider. Dokumente einer Freundschaft. "Beiträge zur Karl-May-Forschung". Edition 2. Bamberg 1967.
- Annelotte Range: Zwischen Max Klinger und Karl May. Karl-May-Verlag. Bamberg 1999. 3-7802-3007-0.
- Felix Zimmermann: Sascha Schneider. Verlag der Schönheit. Dresden 1924.
- Sascha Schneider: Titelzeichnungen zu den Werken Karl Mays. Verlag von Friedrich Ernst Fehsenfeld. Freiburg. 1905.